# Якубовские
Якубовские — дворянский род.
Потомки Михаила, Казимира и Фелициана Якубовских, сыновей Францисковых, которые пожалованы грамотой Короля Польского Станислава Августа 24 декабря 1764 года, в потомственные дворяне с правом на нижеописанный герб.

## Описание герба
В красном поле, серебряный топор с золотым топорищем, несколько наклоненный вправо; на топоре белый голубь с поднятыми крыльями, вправо, а позади голубя золотая звезда. В навершии шлема три страусовые пера.
В опорах: с правой стороны, белый, отвернувшийся от щита орел с распущенными крыльями, а с левой лев. 
Герб Якубовский внесен в Часть 2 Гербовника дворянских родов Царства Польского, стр. 136.